# Waśniów (gemeente)
De gemeente Waśniów is een landgemeente in het Poolse woiwodschap Święty Krzyż, in powiat Ostrowiecki.
De zetel van de gemeente is in Waśniów.
Op 1 stycznia 2007, telde de gemeente 7242 inwoners.

## Oppervlakte gegevens
De gemeente heeft een oppervlakte van 111,29 km², waarvan:
- agrarisch gebied: 81%
- bossen: 15%

De gemeente beslaat 18,06% van de totale oppervlakte van de powiat.

## Demografie
Stand op 30 juni 2004:
| Omschrijving                   | Totaal | Totaal | Vrouwen | Vrouwen | Mannen | Mannen |
| ------------------------------ | ------ | ------ | ------- | ------- | ------ | ------ |
| eenheid                        | aantal | %      | aantal  | %       | aantal | %      |
| inwoners                       | 7056   | 100    | 3551    | 50,3    | 3505   | 49,7   |
| bevolkingsdichtheid (inw./km²) | 63,4   | 63,4   | 31,9    | 31,9    | 31,5   | 31,5   |

In 2002 bedroeg het gemiddelde inkomen per inwoner 1325,01 zł.

## Aangrenzende gemeenten
Baćkowice, Bodzechów, Kunów, Łagów, Nowa Słupia, Pawłów, Sadowie